# روبرت أرمسترونغ (سياسي)
روبرت أرمسترونغ (بالإنجليزية: Robert Armstrong)‏ هو سياسي أسترالي، ولد في 1 أكتوبر 1952 في هوبارت في أستراليا. حزبياً، نشط في مستقل. وقد انتخب عضو المجلس التشريعي التاسماني ‏ عن دائرة Electoral division of Huon ‏ (3 مايو 2014 – ).